# Massy Tadjedin
Massy Tadjedin (in persiano: مسی تاجدین; Teheran, 1978) è una regista e sceneggiatrice iraniana.

## Filmografia

### Regista
- Last Night (Last Night, 2010)
- It's Getting Late (2012) - cortometraggio
- Berlin, I Love You, un episodio (2019)

### Sceneggiatrice
- The Jacket (The Jacket, 2005)
- Last Night (Last Night, 2010)